# شیرقلعه (پاکستان)
شیرقلعه (به انگلیسی: Sher Qilla) یک منطقهٔ مسکونی در پاکستان است که در ناحیه خودمختار گلگت—بلتستان واقع شده‌است. شیرقلعه ۱۲٬۰۰۰ نفر جمعیت دارد و ۲٬۰۰۰ متر بالاتر از سطح دریا واقع شده‌است.